# Cundall
Cundall – osada w Anglii, w hrabstwie North Yorkshire, w dystrykcie (unitary authority) North Yorkshire. Leży 28 km na północny zachód od miasta York i 305 km na północ od Londynu.